# Campeonato Carioca de Futebol de 1925
O Campeonato Carioca de Futebol de 1925 foi a 22ª edição do torneio organizada pela Associação Metropolitana de Esportes Athleticos (AMEA). O Flamengo sagrou-se campeão pela quinta vez.
O Vasco da Gama passou a integrar a Associação Metropolitana de Esportes Athleticos em 1925 após a liga permitir "inscrever jogadores analfabetos, com salários subalternos, com empregos de predomínio de esforço físico (profissões braçais)" que faziam parte da equipe cruzmaltina já em 1923.
Campeonato disputado por 10 clubes em turno e returno, jogando todos contra todos. O Flamengo somou mais pontos e foi o campeão. O título veio na ultima rodada com a goleada de 4 x 0 sobre o America, assim o vice campeonato ficou com o tricolor das Laranjeiras.

## Clubes participantes
- America Football Club, do bairro da Tijuca, Rio de Janeiro
- Bangu Athletic Club, do bairro de Bangu, Rio de Janeiro
- Botafogo Football Club, do bairro de Botafogo, Rio de Janeiro
- Club de Regatas do Flamengo, do bairro do Flamengo, Rio de Janeiro
- Club de Regatas  Vasco da Gama, do bairro de São Cristóvão, Rio de Janeiro
- Fluminense Football Club, do bairro das Laranjeiras, Rio de Janeiro
- Hellênico Athletico Club, do bairro do Rio Comprido, Rio de Janeiro
- São Christóvão Athletico Club, do bairro de São Cristóvão, Rio de Janeiro
- Sport Club Brasil, do bairro da Urca, Rio de Janeiro
- Syrio e Libanez Athletic Club, do bairro da Tijuca, Rio de Janeiro

## Classificação final
| Classificação | Classificação   | Classificação | Classificação | Classificação | Classificação | Classificação | Classificação | Classificação | Classificação |
| Pos           | Time            | PG            | J             | V             | E             | D             | GP            | GS            | SG            |
| ------------- | --------------- | ------------- | ------------- | ------------- | ------------- | ------------- | ------------- | ------------- | ------------- |
| 1             | Flamengo        | 31            | 18            | 14            | 3             | 1             | 61            | 18            | +43           |
| 2             | Fluminense      | 30            | 18            | 13            | 4             | 1             | 55            | 21            | +34           |
| 3             | Vasco da Gama   | 29            | 18            | 13            | 3             | 2             | 57            | 25            | +32           |
| 4             | Botafogo        | 22            | 18            | 10            | 2             | 6             | 43            | 36            | +7            |
| 5             | America         | 18            | 18            | 8             | 2             | 8             | 29            | 32            | -3            |
| 6             | São Christóvão  | 15            | 18            | 7             | 1             | 10            | 42            | 43            | -1            |
| 7             | Bangu           | 12            | 18            | 5             | 2             | 11            | 31            | 39            | -8            |
| 8             | Syrio e Libanez | 8             | 18            | 3             | 2             | 13            | 21            | 44            | -23           |
| 9             | Hellênico       | 8             | 18            | 3             | 2             | 13            | 24            | 55            | -31           |
| 10            | SC Brasil       | 7             | 18            | 2             | 3             | 13            | 27            | 77            | -50           |

| Campeonato Carioca de 1925   |
| Rio de Janeiro               |
| ---------------------------- |
| FLAMENGO Campeão (5º título) |